# Course en ligne masculine des moins de 23 ans aux championnats du monde de cyclisme sur route 2013
Navigation
Fauquemont 2012 Ponferrada 2014
La course en ligne masculine des moins de 23 ans aux championnats du monde de cyclisme sur route 2013 a eu lieu le 27 septembre 2013 dans la région de la Toscane, en Italie.

## Présentation

### Système de sélection
Le système de qualification pour la course en ligne hommes de moins de 23 ans est basé sur les classements par nations des moins de 23 ans des circuits continentaux au 15 août 2013 :
- la première nation classée à l'UCI Africa Tour peut inscrire dix coureurs dont cinq partants, la deuxième en inscrit huit dont quatre partants, et les deux suivantes six dont trois partants ;
- les trois premières nations classées à l'UCI America Tour peuvent inscrire dix coureurs dont cinq partants, les trois suivantes en inscrivent huit dont quatre partants, et les trois suivantes six dont trois partants ;
- les deux premières nations classées à l'UCI Asia Tour peuvent inscrire dix coureurs dont cinq partants, les deux suivantes en inscrivent huit dont quatre partants, et les deux suivantes six dont trois partants ;
- les quinze premières nations classées à l'UCI Europe Tour peuvent inscrire dix coureurs dont cinq partants, les cinq suivantes en inscrivent huit dont quatre partants, et les six suivantes six dont trois partants ;
- la première nation classée à l'UCI Oceania Tour peut inscrire dix coureurs dont cinq partants, la deuxième en inscrit six dont trois partants ;

Les cinq premières nations au classement de la Coupe des nations peuvent aligner un coureur supplémentaire. Il s'agit de la France, de la Grande-Bretagne, des Pays-Bas, de la Norvège et de la Belgique. Une nation classée à la Coupe des nations et qui ne serait pas encore qualifiée peut inscrire deux coureurs dont un partant.
Les champions continentaux peuvent être alignés en supplément du quota attribué à leur nation, à condition toutefois de ne pas dépasser la limite de six coureurs partants par nations. Ainsi une nation qui aurait qualifié un sixième coureur via le classement de la Coupe des nations ne peut bénéficier de cette règle. Un champion continental dont la nation ne s'est pas qualifiée peut toutefois participer à la course.
La nation organisatrice peut aligner 10 coureurs dont 5 partants.

### Participation
Caleb Ewan (Australie), très bon sprinteur passant bien les bosses, peut devenir le premier coureur à devenir champion du monde espoir lors de sa première année dans la catégorie. Trois autres coureurs prétendent à cette performance : Silvio Herklotz (Allemagne), Matej Mohorič (Slovénie) et Oskar Svendsen (Norvège). Le puncheur Simon Yates (Grande-Bretagne), vainqueur de 2 étapes sur le Tour de l'Avenir et d'une étape sur le Tour de Grande-Bretagne, est également à surveiller, tout comme le gagnant des 2 derniers Liège-Bastogne-Liège espoirs Michael Valgren (Danemark), vainqueur lui aussi sur le Tour de l'Avenir, à moins que sa formation ne privilégie la pointe de vitesse de Magnus Cort Nielsen. Les coureurs de classiques flandriennes Jasper Stuyven (Belgique) et Dylan van Baarle (Pays-Bas), ainsi que le sprinteur-puncheur Julian Alaphilippe (France), ont aussi des ambitions. Les grimpeurs Juan Ernesto Chamorro et Heiner Parra (Colombie) peuvent espérer un bon résultat. Enfin, l'équipe d'Italie aligne une sélection impressionnante, avec Davide Villella en leader et Davide Formolo, Andrea Zordan et Alberto Bettiol en lieutenants solides.

### Prix
Les primes sont attribuées aux 3 médaillés.
| Rang  | Prix    |
| ----- | ------- |
| 1     | 3 833 € |
| 2     | 2 683 € |
| 3     | 1 533 € |
| Total | 8 049 € |

### Parcours
La course part de Montecatini Terme. Après 57,2 km sans difficulté notable, les coureurs arrivent sur le circuit final. Ce dernier est long de 16,57 km et est vallonné notamment par la côte de Fiesole, la Via Salvati et un mur à Ponte Rosso. Les coureurs effectuent 7 tours de circuit pour un total de 173,19 km.

## Déroulement de la course
Après une vingtaine de kilomètres de course, Tesfom Okbamariam (Érythrée), Nikolai Shumov (Biélorussie), Zoltán Sipos (Roumanie), Andžs Flaksis (Lettonie), Jaka Bostner (Slovénie) et Mihkel Räim (Estonie) s'échappent. Le groupe parvient à rapidement prendre du champ, l'écart va ensuite se stabiliser autour de 2 minutes 30 secondes, avant de remonter jusqu'à 4 minutes 30 secondes, au moment d'aborder le circuit. L'avance des hommes de tête diminue à 2 minutes 30 secondes à 80 km de l'arrivée, avant que Raim puis Sipos ne lâchent prise. Le groupe n'a plus que 1 minute 20 secondes au moment d'entâmer les 4 derniers tours, puis Shumov est lâché à son tour.
De nombreux coureurs tentent de sortir du peloton, notamment le vainqueur de contre-la-montre Damien Howson (Australie), et à 50 km de l'arrivée le trio de tête possède 40 secondes d'avance sur Alexis Gougeard (France), accompagné d'un autre coureur, et 50 secondes sur le peloton. Gougeard et Tim Mikelj (Slovénie) reviennent sur le trio dans la côte de Fiesole. Las d'assumer seul les relais en tête de groupe, Gougeard attaque, suivi seulement par Teshome. Clément Chevrier (France) sort du peloton dans l'ascension en compagnie de Nathan Brown (États-Unis), puis le duo rejoint les 2 hommes de tête dans la descente. Le quatuor est repris au pied de la Via Salviati.
Flavien Dassonville (France) attaque alors, puis est rejoint avant de débuter l'avant-dernier tour par Jasha Sütterlin (Allemagne), Dylan van Baarle (Pays-Bas) et Fredrik Ludvigsson (Suède), tandis que le peloton pointe à 45 secondes. Dans la côte de Fiesole, alors que Ludvigsson est lâché, Sebastián Henao (Colombie) et Adam Yates (Royaume-Uni) attaquent, puis Julian Alaphilippe (France) parvient à sortir du peloton. Il rejoint le hommes de tête dans la descente, puis part en solitaire dans la Via Salviati, où Matej Mohorič (Slovénie) sort du peloton et le rejoint assez vite. Le duo possède 20 secondes d'avance sur l'avant-dernier passage sur la ligne d'arrivée.
Dans la côte de Fiesole, le rythme imposé par l'Italie fait exploser le peloton, puis son leader Davide Villella attaque, en vain. Tandis que Mohorič lâche Alaphilippe, Louis Meintjes (Afrique du Sud) attaque et revient sur l'homme de tête, qui parvient à lui reprendre du champ dans la descente. Meintjes revient fort dans la Via Salviati, mais ne peut empêcher Mohorič de remporter la course avec 3 secondes d'avance. Le groupe de poursuivant, composé de 17 unités, est réglé pour la médaille de bronze par Sondre Holst Enger (Norvège), à 13 secondes. Mohorič devient ainsi le plus jeune champion du monde espoirs et le premier à réaliser le doublé championnat du monde juniors-championnat du monde espoirs, qui plus est sur deux années,,. Mohorič estime que l'équipe de Slovénie a réalisé « une grande course pour contrôler les échappées, [il devait] tenter » de suivre Alaphilippe. En 2014, il courra dans l'équipe Cannondale de Peter Sagan, dont il estime qu'il aura ses chances de titre mondial, « ce n'était pas si dur qu'[il] le [pensait] ».

## Classement
|                           | Coureur                 | Pays             |    | Temps           |
| ------------------------- | ----------------------- | ---------------- | -- | --------------- |
| Médaille d'or, monde      | Matej Mohorič           | Slovénie         | en | 4 h 20 min 18 s |
| Médaille d'argent, monde  | Louis Meintjes          | Afrique du Sud   | +  | 3 s             |
| Médaille de bronze, monde | Sondre Holst Enger      | Norvège          |    | 13 s            |
| 4                         | Caleb Ewan              | Australie        |    | 13 s            |
| 5                         | Toms Skujiņš            | Lettonie         |    | 13 s            |
| 6                         | Davide Villella         | Italie           |    | 13 s            |
| 7                         | Dylan van Baarle        | Pays-Bas         |    | 13 s            |
| 8                         | Silvio Herklotz         | Allemagne        |    | 13 s            |
| 9                         | Julian Alaphilippe      | France           |    | 13 s            |
| 10                        | Patrick Konrad          | Autriche         |    | 13 s            |
| 11                        | Clément Chevrier        | France           |    | 13 s            |
| 12                        | Jan Hirt                | Tchéquie         |    | 13 s            |
| 13                        | Nathan Brown            | États-Unis       |    | 13 s            |
| 14                        | Frederico Figueiredo    | Portugal         |    | 13 s            |
| 15                        | Merhawi Kudus           | Érythrée         |    | 13 s            |
| 16                        | Odd Christian Eiking    | Norvège          |    | 13 s            |
| 17                        | Simon Yates             | Royaume-Uni      |    | 13 s            |
| 18                        | Sebastián Henao         | Colombie         |    | 13 s            |
| 19                        | Adam Yates              | Royaume-Uni      |    | 13 s            |
| 20                        | Ilia Koshevoy           | Biélorussie      |    | 16 s            |
| 21                        | Flavien Dassonville     | France           |    | 45 s            |
| 22                        | Ildar Arslanov          | Russie           |    | 52 s            |
| 23                        | Felix Großschartner     | Autriche         |    | 53 s            |
| 24                        | Stephan Rabitsch        | Autriche         |    | 53 s            |
| 25                        | Jasper Stuyven          | Belgique         |    | 1 min 14 s      |
| 26                        | Jasha Sütterlin         | Allemagne        |    | 1 min 25 s      |
| 27                        | Stefan Küng             | Suisse           |    | 1 min 25 s      |
| 28                        | Karel Hník              | Tchéquie         |    | 1 min 25 s      |
| 29                        | Adrien Chenaux          | Suisse           |    | 1 min 25 s      |
| 30                        | Bakhtiyar Kozhatayev    | Kazakhstan       |    | 1 min 27 s      |
| 31                        | Adam Phelan             | Australie        |    | 1 min 27 s      |
| 32                        | Zico Waeytens           | Belgique         |    | 1 min 30 s      |
| 33                        | Tanner Putt             | États-Unis       |    | 1 min 39 s      |
| 34                        | Andrea Zordan           | Italie           |    | 1 min 45 s      |
| 35                        | Daniel Jaramillo        | Colombie         |    | 2 min 27 s      |
| 36                        | Magnus Cort Nielsen     | Danemark         |    | 2 min 33 s      |
| 37                        | Mike Teunissen          | Pays-Bas         |    | 2 min 33 s      |
| 38                        | Sjors Roosen            | Pays-Bas         |    | 2 min 33 s      |
| 39                        | Gregor Mühlberger       | Autriche         |    | 2 min 33 s      |
| 40                        | Emanuel Piaskowy        | Pologne          |    | 2 min 33 s      |
| 41                        | Daniil Fominykh         | Kazakhstan       |    | 2 min 33 s      |
| 42                        | Louis Vervaeke          | Belgique         |    | 2 min 33 s      |
| 43                        | Derk Abel Beckeringh    | Pays-Bas         |    | 2 min 33 s      |
| 44                        | Eder Frayre             | Mexique          |    | 2 min 33 s      |
| 45                        | Łukasz Wiśniowski       | Pologne          |    | 2 min 33 s      |
| 46                        | Antoine Duchesne        | Canada           |    | 2 min 33 s      |
| 47                        | Tilegen Maidos          | Kazakhstan       |    | 2 min 33 s      |
| 48                        | Luis Lemus              | Mexique          |    | 2 min 33 s      |
| 49                        | Cristian Raileanu       | Moldavie         |    | 2 min 33 s      |
| 50                        | Damien Howson           | Australie        |    | 2 min 42 s      |
| 51                        | Bjørn Tore Hoem Nilsen  | Norvège          |    | 3 min 18 s      |
| 52                        | James Oram              | Nouvelle-Zélande |    | 4 min 14 s      |
| 53                        | Fredrik Strand Galta    | Norvège          |    | 4 min 14 s      |
| 54                        | Tiesj Benoot            | Belgique         |    | 4 min 14 s      |
| 55                        | Facundo Lezica          | Argentine        |    | 4 min 14 s      |
| 56                        | Fredrik Ludvigsson      | Suède            |    | 5 min 27 s      |
| 57                        | Alexis Gougeard         | France           |    | 6 min 36 s      |
| 58                        | Alberto Bettiol         | Italie           |    | 6 min 36 s      |
| 59                        | Davide Formolo          | Italie           |    | 6 min 36 s      |
| 60                        | Michael Valgren         | Danemark         |    | 6 min 36 s      |
| 61                        | Roman Katirin           | Russie           |    | 6 min 52 s      |
| 62                        | Juan Ernesto Chamorro   | Colombie         |    | 6 min 52 s      |
| 63                        | Natnael Berhane         | Érythrée         |    | 6 min 52 s      |
| 64                        | Johann Van Zyl          | Afrique du Sud   |    | 7 min 7 s       |
| 65                        | Rubén Fernández Andújar | Espagne          |    | 8 min 6 s       |
| 66                        | Mikhail Akimov          | Russie           |    | 8 min 40 s      |
| 67                        | Gennadi Tatarinov       | Russie           |    | 8 min 40 s      |
| 68                        | Emanuel Buchmann        | Allemagne        |    | 8 min 40 s      |
| 69                        | Nicolae Tanovitchii     | Moldavie         |    | 8 min 40 s      |
| 70                        | Emiel Dolfsma           | Pays-Bas         |    | 10 min 49 s     |
| 71                        | Simon Pellaud           | Suisse           |    | 11 min 10 s     |
| 72                        | Heiner Parra            | Colombie         |    | 11 min 10 s     |
| 73                        | Kristian Haugaard       | Danemark         |    | 11 min 10 s     |
| 74                        | Patryk Stosz            | Pologne          |    | 11 min 10 s     |
| 75                        | Tesfom Okbamariam       | Érythrée         |    | 14 min 45 s     |
| 76                        | Rick Zabel              | Allemagne        |    | 15 min 24 s     |
| 77                        | Dion Smith              | Nouvelle-Zélande |    | 15 min 24 s     |
| 78                        | Jaka Bostner            | Slovénie         |    | 15 min 24 s     |
| 79                        | Emīls Liepiņš           | Lettonie         |    | 15 min 54 s     |
| 80                        | Erik Baška              | Slovaquie        |    | 16 min 8 s      |
| 81                        | Marlen Zmorka           | Ukraine          |    | 16 min 8 s      |
| 82                        | Ihar Mytsko             | Biélorussie      |    | 16 min 8 s      |
| 83                        | Carlos Barbero          | Espagne          |    | 16 min 10 s     |
| 84                        | Mario González Salas    | Espagne          |    | 16 min 10 s     |
| -                         | Roy Goldstein           | Israël           |    | abandon         |

|   | Coureur                   | Pays             |   | Temps   |
| - | ------------------------- | ---------------- | - | ------- |
| - | Yoav Bär                  | Israël           | + | abandon |
| - | René Corella              | Mexique          |   | abandon |
| - | Henry Velasco             | Équateur         |   | abandon |
| - | Peeter Tarvis             | Estonie          |   | abandon |
| - | Emil Vinjebo              | Danemark         |   | abandon |
| - | Nikolai Shumov            | Biélorussie      |   | abandon |
| - | Anass Aït El Abdia        | Maroc            |   | abandon |
| - | Maxat Ayazbayev           | Kazakhstan       |   | abandon |
| - | Awet Gebremedhin          | Érythrée         |   | abandon |
| - | Meron Teshome             | Érythrée         |   | abandon |
| - | Vladislau Dubovski        | Biélorussie      |   | abandon |
| - | Oskar Svendsen            | Norvège          |   | abandon |
| - | Olivier Le Gac            | France           |   | abandon |
| - | Nick van der Lijke        | Pays-Bas         |   | abandon |
| - | Marcelo Paspuezán         | Équateur         |   | abandon |
| - | Mikel Iturria             | Espagne          |   | abandon |
| - | Lawson Craddock           | États-Unis       |   | abandon |
| - | Sven Erik Bystrøm         | Norvège          |   | abandon |
| - | Edward Theuns             | Belgique         |   | abandon |
| - | Nathaniel Wilson          | États-Unis       |   | abandon |
| - | Haritz Orbe               | Espagne          |   | abandon |
| - | Alistair Slater           | Royaume-Uni      |   | abandon |
| - | Campbell Flakemore        | Australie        |   | abandon |
| - | Bradley Linfield          | Australie        |   | abandon |
| - | Zhandos Bizhigitov        | Kazakhstan       |   | abandon |
| - | Ariel Sívori              | Argentine        |   | abandon |
| - | Tsgabu Grmay              | Éthiopie         |   | abandon |
| - | Tim Mikelj                | Slovénie         |   | abandon |
| - | Samuel Spokes             | Australie        |   | abandon |
| - | Richard Carapaz           | Équateur         |   | abandon |
| - | Andžs Flaksis             | Lettonie         |   | abandon |
| - | Pierre-Henri Lecuisinier  | France           |   | abandon |
| - | Joseph Perrett            | Royaume-Uni      |   | abandon |
| - | Owain Doull               | Royaume-Uni      |   | abandon |
| - | Mark Dzamastagic          | Slovénie         |   | abandon |
| - | Brayan Ramírez            | Colombie         |   | abandon |
| - | Eduardo Sepúlveda         | Argentine        |   | abandon |
| - | Michele Scartezzini       | Italie           |   | abandon |
| - | Jovan Zekavica            | Serbie           |   | abandon |
| - | Miloš Borisavljević       | Serbie           |   | abandon |
| - | Johannes Weber            | Allemagne        |   | abandon |
| - | Eduard-Michael Grosu      | Roumanie         |   | abandon |
| - | Ho Burr                   | Hong Kong        |   | abandon |
| - | Sebastián Rodríguez       | Équateur         |   | abandon |
| - | Feritcan Şamlı            | Turquie          |   | abandon |
| - | Samir Jabrayilov          | Azerbaïdjan      |   | abandon |
| - | Adil Barbari              | Algérie          |   | abandon |
| - | Kim Magnusson             | Suède            |   | abandon |
| - | Maxim Rusnac              | Moldavie         |   | abandon |
| - | Marcus Fåglum             | Suède            |   | abandon |
| - | Gavin Mannion             | États-Unis       |   | abandon |
| - | Soufiane Haddi            | Maroc            |   | abandon |
| - | Josef Černý               | Tchéquie         |   | abandon |
| - | Josef Hošek               | Tchéquie         |   | abandon |
| - | Lukas Pöstlberger         | Autriche         |   | abandon |
| - | Dieter Bouvry             | Belgique         |   | abandon |
| - | Salaheddine Mraouni       | Maroc            |   | abandon |
| - | Alexander Foliforov       | Russie           |   | abandon |
| - | Hichem Kab                | Algérie          |   | abandon |
| - | Ben Einhorn               | Israël           |   | abandon |
| - | Mekseb Debesay            | Érythrée         |   | abandon |
| - | Zoltán Sipos              | Roumanie         |   | abandon |
| - | David Dvorský             | Tchéquie         |   | abandon |
| - | Ľuboš Malovec             | Slovaquie        |   | abandon |
| - | Nassim Saidi              | Algérie          |   | abandon |
| - | Carlos Quishpe            | Équateur         |   | abandon |
| - | Ido Zilberstein           | Israël           |   | abandon |
| - | Krists Neilands           | Lettonie         |   | abandon |
| - | Alex Frame                | Nouvelle-Zélande |   | abandon |
| - | Christopher Jennings      | Afrique du Sud   |   | abandon |
| - | Jonathan Dibben           | Royaume-Uni      |   | abandon |
| - | Michal Kolář              | Slovaquie        |   | abandon |
| - | Juraj Lajcha              | Slovaquie        |   | abandon |
| - | Asbjørn Kragh Andersen    | Danemark         |   | abandon |
| - | Andris Vosekalns          | Lettonie         |   | abandon |
| - | Youssef Harrouch          | Maroc            |   | abandon |
| - | Kristian Neemela          | Estonie          |   | abandon |
| - | Adiq Husainie Othman      | Malaisie         |   | abandon |
| - | Julio César Benítez Rubio | Mexique          |   | abandon |
| - | Mihkel Räim               | Estonie          |   | abandon |
| - | Abdallah El Err           | Liban            |   | abandon |
| - | Andrei Voicu              | Roumanie         |   | abandon |
| - | Marko Danilović           | Serbie           |   | abandon |
| - | Ilhan Celik               | Turquie          |   | abandon |
| - | Luka Pibernik             | Slovénie         |   | abandon |